# Mémoires d'outre-tombe
Pour les articles homonymes, voir Outre-tombe.
Les Mémoires d'outre-tombe sont la principale œuvre de François-René de Chateaubriand (1768-1848), dont la rédaction commence en 1809, sous le titre Mémoires de ma vie, et s'achève en 1841. 
L'édition originale des Mémoires d'outre-tombe, titre final du projet, est publiée en douze volumes entre 1849 et 1850 chez Penaud frères (Paris), après une diffusion en feuilleton dans le journal La Presse. Chateaubriand souhaitait que ces mémoires ne soient publiés qu'après sa mort, d'où leur titre.
Jean d'Ormesson décrit les Mémoires d'outre-tombe comme un « chef-d’œuvre absolu ».

## Résumé
On divise cette œuvre en quatre parties distinctes :
- livres 1 à 12, généalogie, enfance, études, hésitations religieuses, carrière de militaire et de voyageur ;
- livres 13 à 18, carrière littéraire ;
- livres 19 à 34, carrière politique ;
- livres 35 à 42, retraçant la fin de sa vie et ses considérations sur l'avenir possible de la France.

### Enfance et jeunesse
Chateaubriand commence son récit par une longue explication sur ses origines familiales et plus particulièrement sur les déboires de ses oncles et de son père. Celui-ci a en effet réussi à redorer le blason de sa famille et à rétablir sa situation économique. Rigoureux, entêté, le père de Chateaubriand est un homme autoritaire, faisant régner de façon stricte et parfois oppressante l'ordre au sein de sa famille. Cependant, à sa mort, Chateaubriand en gardera quelques souvenirs émus et respectueux, voyant son géniteur d'un autre œil, plus compréhensif avec le recul des années. 
Le jeune François-René passa son enfance et son adolescence entre Saint-Malo et le château de Combourg, que son père avait décidé de réinvestir après des années de semi-abandon. Y menant une vie réglée selon les désirs de son père, Chateaubriand profite néanmoins de ses instants de liberté pour faire de longues promenades dans le parc du château et les forêts voisines, qui exalteront sa mélancolie et son imagination : se forge ainsi en lui un sentiment fort de communion avec la nature qui le plonge dans de profondes rêveries passionnées, où il entend pour la première fois l'appel de sa Muse. Les passions de son cœur juvénile nées de ces promenades solitaires seront notamment une grande source d'inspiration pour son roman autobiographique René. Pris parfois de doutes, malgré la solidité de sa foi chrétienne, Chateaubriand manque un jour d'abréger sa vie à l'aide d'une arme à feu, dont le coup ne partira pas. Conforté, par cette tentative ratée, dans sa nécessité de vivre malgré son malheur et ses passions, Chateaubriand voit là un signe de l'amour de Dieu pour lui et se tourne vers le christianisme avec une grande ferveur.
Chateaubriand est le dernier d’une fratrie de six enfants — il a quatre sœurs et un frère aîné — issue d’une famille de gentilshommes vivant en Bretagne. Étant le dernier de la fratrie, il n’est pas traité de la même façon que son frère aîné. Il est délaissé par ses parents, mal habillé et d’abord élevé en nourrice à Plancoët, entre Dinan et Saint-Malo, chez sa grand-mère maternelle, jusqu'à l’âge de trois ans. Il revient ensuite à Saint-Malo chez ses parents, qui négligent son éducation jusqu'à l’âge de sept ans. François-René est abandonné aux domestiques, il doit se contenter d’une éducation minimale, dispensée par un maître qui lui donne quelques notions de dessin, d’anglais, d’hydrographie et de mathématiques. Il dit avoir eu une enfance oisive, qui lui a permis aussi de jouer et de profiter de l’environnement qui l’entoure.
Cependant, l'enfance de Chateaubriand fut aussi une période heureuse marquée par une grande complicité avec ses sœurs, notamment avec Lucile à laquelle il sera très attaché durant toute sa vie. Leur imaginaire enfantin leur fait percevoir le château de Combourg comme un lieu inquiétant, lieu de tous les fantasmes et de toutes les craintes. Le petit François-René et ses sœurs s'amusent à lire le soir des livres effrayants, qui font frémir leur imagination. Certaines pages des Mémoires, qui décrivent Combourg comme un lieu paisible et majestueux le jour, mais inquiétant et rempli de fantômes la nuit, prennent ainsi des allures de roman gothique.

### Description du XIXesiècle
L’histoire nous fait découvrir la France rurale de la fin du XVIIIe et du début du XIXe siècle et plus précisément la Bretagne, terre où Chateaubriand a passé son enfance.
On découvre les mœurs de l’époque dans une France très traditionnelle. Cette France du début du XIXe siècle est codifiée : la société est répartie en différentes classes sociales, qui ne se mélangent pas. Les Chateaubriand ont des origines nobles et ils accordent une grande importance à leur généalogie. 
On voit aussi l’importance des croyances et le poids de la religion qui structure les fêtes et sorties familiales. Avant la Révolution, l’éducation est assurée par des religieux.
On découvre que la France était aussi engagée dans des batailles à l’étranger et on constate que le destin de nombreux personnages évoqués par l’auteur a basculé à la Révolution : beaucoup y ont perdu la vie, y compris dans la famille de Chateaubriand.

### La Révolution
Chateaubriand raconte ensuite en détail son séjour à Paris alors que cette ville connaît les bouleversements liés à la Révolution française. Profondément marqué par certaines démonstrations sanglantes des sans-culottes (notamment par une tête montée sur une pique devant sa fenêtre), Chateaubriand décide d'embarquer pour l'Amérique afin de fuir le tumulte qui le menace.

### Voyage en Amérique
Afin d'échapper à la Révolution qui emportera une partie de sa famille, Chateaubriand prend la mer pour se rendre en Amérique afin de trouver un passage par le nord entre l'Atlantique et l'océan Pacifique. Il gardera des souvenirs très forts de son séjour, de ses rencontres, et des coutumes des tribus indigènes, qui l'inspireront pour la rédaction du Génie du Christianisme, d'Atala et de René.

### Napoléon
Chateaubriand obtient d'abord une place à l'Ambassade de France à Rome : Napoléon cherche en effet à obtenir les faveurs des monarchistes en favorisant ainsi un noble comme Chateaubriand.
Bien que fortement opposé à Napoléon dès l'exécution du duc d'Enghien, Chateaubriand consacre de longues pages à l'empereur, où se mêlent la fascination pour le génie du général et la méfiance envers une mégalomanie qu'il juge funeste pour les hommes et pour la France.

## Analyse
S'ils comportent des traits qui les rapprochent du genre littéraire des mémoires (au sens classique du terme, comme les Mémoires de Saint-Simon de Saint-Simon), les Mémoires d'outre-tombe s'inspirent également des Confessions de Rousseau, au sens où Chateaubriand traite — outre les événements politiques et historiques auxquels il assiste — de détails de sa vie privée et de ses aspirations personnelles. L'auteur traite donc des événements historiques majeurs dont il fut témoin (Révolution, République, Empire, Restauration, Monarchie de Juillet) mais en même temps nous dévoile son moi intérieur, dans une confidence aussi proche qu'intime à son lecteur.
C'est également dans cet ouvrage qu'on trouve quelques-uns des meilleurs exemples français de prose poétique, genre dans lequel Chateaubriand excellait.

## Éditions

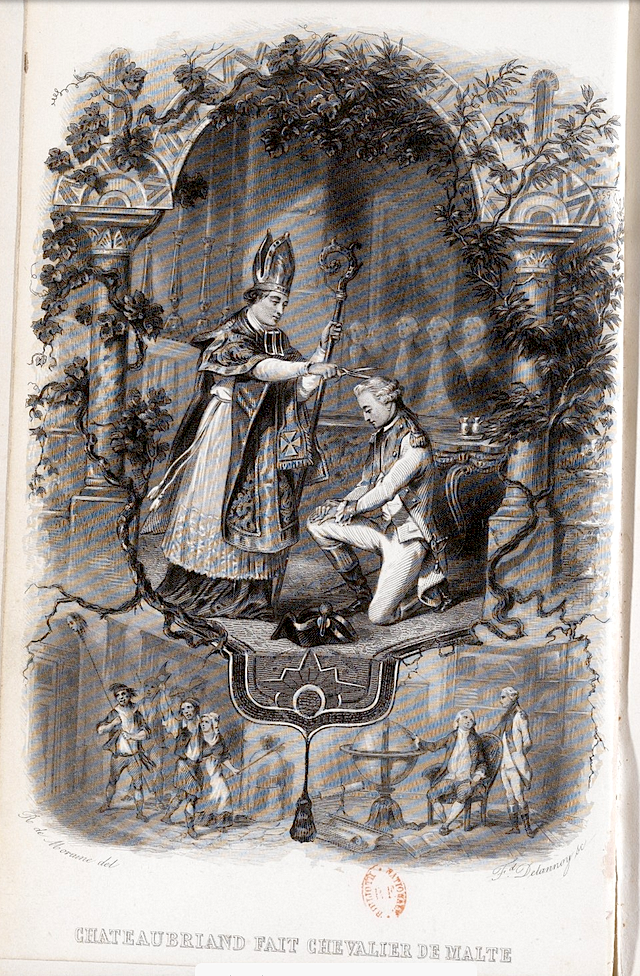
Frontispice du volume 1 (1849).

Les Mémoires d'outre-tombe ont d’abord fait l’objet de lectures en présence de l’auteur dans le salon de madame Récamier à l’Abbaye-aux-Bois. Un compte rendu de ces lectures est paru dès 1834 sous le titre : Lectures des mémoires d’outre-tombe (Paris, chez Lefevre).
En mars-avril 1836, est formée par Henry-Louis Delloye (1787-1846) et Adolphe Sala (1802-1867), une société en commandite par actions, dont l'objet est l'exploitation et la publication à titre posthume des Mémoires et autres œuvres inédites de l'auteur. Un capital de 800 000 francs est constitué, divisé en 1 600 actions de 500 francs. 
En décembre 1844, auprès de cette société, Émile de Girardin acquiert pour 80 000 francs le droit de publier les Mémoires dans La Presse, chose faite à partir du 21 octobre 1848.
En 1849, les Mémoires sortent sous la forme d'ouvrages vendus en librairie chez les éditeurs parisiens Eugène et Victor Penaud. Ceux-ci confient la composition de frontispices à René de Moraine (1816-1879), gravés par Ferdinand Delannoy (1822-1887).
- Mémoires d’outre-tombe, Paris, Éditions Eugène et Victor Penaud, 1849-1850, 12 vol. — 1re édition.
- Mémoires d’outre-tombe, édition dirigée par Maurice Levaillant et Georges Moulinier, Paris, Gallimard, « Bibliothèque de la Pléïade », 1948, 2 vol.
- Mémoires d’outre-tombe, édition dirigée par Jean-Claude Berchet, Paris, Garnier, « Le Livre de poche », 1989, 4 vol.
- Mémoires d’outre-tombe, édition établie par Jean-Paul Clément, Paris, Gallimard, « Quarto », 1997, 2 vol.

## Manuscrit
Un des exemplaires du manuscrit final, dont Chateaubriand avait d'abord demandé qu'il ne fût publié que cinquante ans après sa mort (et qu'il accepta ensuite de faire publier dès son décès), qui consiste en une « copie-témoin » du texte, avait été déposé le 28 avril 1847 devant notaire, maître Cahouët à Paris, en présence de l'auteur et d'une société d'éditeurs propriétaires, Delloye et [Adolphe] Sala, en échange de 156 000 francs, transformés en rente viagère, contrat signé le 22 mars 1836 ; ainsi, sur le principe, cette copie-témoin appartient aux éditeurs tandis que l'auteur se retrouve avec un revenu (ce qu'il souhaitait). Cette copie fut scellée et mise au coffre. Signalons que ce manuscrit a été exposé en 1948 à la Bibliothèque nationale de France pour l'exposition dite du Centenaire de Chateaubriand, et qu'elle avait alors été prêtée par l'étude de Me Dufour.
Cette même copie a fait l'objet d'un procès en 2015, étant donné que le descendant de l'étude dudit notaire, Pascal Dufour, a tenté de vendre aux enchères de Drouot en 2013 les 3 515 pages du manuscrit pour une somme de plusieurs centaines de milliers d'euros. Dufour a été jugé pour abus de confiance, le 10 septembre 2015, devant la 30e chambre du tribunal correctionnel de Paris. Le notaire a ensuite fait appel puis l'affaire a fini en 2018 à la cours de cassation : il ressort que le notaire est bien condamné définitivement à 25 000 euros d'amende pour abus de confiance aggravé, c'est-à-dire, pour avoir voulu s'approprier et vendre un bien de façon abusive, alors qu'il n'était que le simple dépositaire. Ce manuscrit est, depuis 2013, conservé sous scellés à la BNF puisque les héritiers de Delloye et Sala sont introuvables.